# Molazzana
Molazzana è un comune italiano di 968 abitanti della Garfagnana, in provincia di Lucca a 474 m s.l.m.

## Geografia fisica
Il comune di Molazzana si trova quasi nella sua totalità nel Parco delle Alpi Apuane. Il territorio comprende gran parte delle montagne dell "Omo morto", tra cui la Pania della croce. Ai piedi del "naso" dell "Omo morto" si trova il rifugio Rossi del CAI.

## Storia
Non si hanno molte testimonianze sulla storia di Molazzana, una ipotesi è che potrebbe essere stata fondata al tempo dei Romani come si capisce dal nome latino, oppure che potrebbe essere sorta intorno al mulino di un certo Azio, da come suggerisce il nome "Mola-Aziana", cioè mulino di Azio. Si sa di certo che Molazzana nella sua storia è passata sotto il dominio di alcune famiglie della nobiltà, come gli Estensi, dei quali possiamo ancora ammirare oggi il castello simbolo del paese, in seguito è passata sotto il dominio di Massa e infine di Lucca Fino ai primi anni del '900 la vita del paese girava intorno al castello, in quanto sulla sua sommità era stata edificata la chiesa prima del '600 e il cimitero; ad oggi il castello si presenta come un parco e da esso si può ammirare tutta la Mediavalle e l'appennino.

### Simboli
Lo stemma comunale è d'azzurro, alla fortezza turrita, al naturale, posta sulla campagna di verde. Vi è rappresentata l'immagine di mura merlate protette da tre torri, che ricorda l'antico castello di Molazzana, intorno al quale si raccoglieva il paese, mentre l'azzurro dello sfondo era il colore distintivo dei Guelfi e simboleggia la giustizia e la lealtà.
Il gonfalone è un drappo di azzurro.

## Monumenti e luoghi d'interesse

### Architetture religiose
- Chiesa dei Santi Lorenzo e Stefano
- Chiesa di San Bartolomeo
- Chiesa di San Frediano

## Società

### Evoluzione demografica
Abitanti censiti

## Geografia antropica

### Frazioni
Il territorio comunale comprende, oltre al capoluogo Molazzana, altre sei frazioni:
- Alpe Sant'Antonio
- Brucciano
- Cascio
- Eglio
- Montaltissimo
- Sassi

### Eglio
Eglio ha 96 abitanti, si trova a 3 km dal capoluogo, sulle pendici delle panie e presenta vie molto strette. La sua chiesa parrocchiale, dedicata a Santa Maria ospita un'opera di Bartolomeo di Stefano, realizzata nel 1505 e raffigurante la Madonna della Tosse in trono tra i santi Frediano e Lucia. Nel centro di Eglio si conserva la Collezione Gastone Venturelli per la storia della cultura popolare toscana, attualmente chiusa al pubblico.

## Amministrazione
Di seguito è presentata una tabella relativa alle amministrazioni che si sono succedute in questo comune.
| Periodo        | Periodo        | Primo cittadino | Partito                                 | Carica  | Note  |
| -------------- | -------------- | --------------- | --------------------------------------- | ------- | ----- |
| 6 luglio 1985  | 2 giugno 1990  | Selso Savoli    | Democrazia Cristiana                    | Sindaco | [ 9 ] |
| 2 giugno 1990  | 20 marzo 1993  | Selso Savoli    | Democrazia Cristiana                    | Sindaco | [ 9 ] |
| 27 marzo 1993  | 24 aprile 1995 | Bruno Pieroni   | Democrazia Cristiana                    | Sindaco | [ 9 ] |
| 24 aprile 1995 | 14 giugno 1999 | Bruno Pieroni   | Partito Popolare Italiano               | Sindaco | [ 9 ] |
| 14 giugno 1999 | 14 giugno 2004 | Selso Savoli    | centro                                  | Sindaco | [ 9 ] |
| 14 giugno 2004 | 8 giugno 2009  | Selso Savoli    | lista civica                            | Sindaco | [ 9 ] |
| 8 giugno 2009  | 26 maggio 2014 | Rino Simonetti  | lista civica                            | Sindaco | [ 9 ] |
| 26 maggio 2014 | 27 maggio 2019 | Rino Simonetti  | lista civica Rinnovamento per Molazzana | Sindaco | [ 9 ] |
| 27 maggio 2019 | 10 giugno 2024 | Andrea Talani   | lista civica SiAmo Molazzana            | Sindaco | [ 9 ] |
| 10 giugno 2024 | in carica      | Andrea Talani   | lista civica SiAmo Molazzana            | Sindaco | [ 9 ] |

## Sport
Ha sede nel Comune la società di calcio U.S.D. Molazzana, che ha disputato campionati dilettantistici regionali.